# Sporetus colobotheides
Sporetus colobotheides es una especie de escarabajo longicornio del género Sporetus, tribu Acanthocinini, subfamilia Lamiinae. Fue descrita científicamente por White en 1855.
La especie se mantiene activa durante los meses de enero, febrero, marzo, abril, octubre, noviembre y diciembre.

## Descripción
Mide 13,2-15,4 milímetros de longitud.

## Distribución
Se distribuye por Argentina, Brasil y Paraguay.